# Острый моноцитарный лейкоз
Острый моноцитарный лейкоз (по классификации FAB ОМЛ M5) является подвидом острого миелоидного лейкоза.

## Диагностика
Для того, чтобы соответствовать критериям ВОЗ для ОМЛ М5, у пациента должно присутствовать более 20 % бластных клеток в костном мозгу, и из них более чем 80 % должны быть из моноцитарной линии. Дальнейшая субклассификация на подтипы — M5a (острый монобластный лейкоз) или M5b (острый моноцитарный лейкоз) производится на основании того, являются ли присутствующие бластные моноцитарные клетки преимущественно незрелыми монобластами (>80 % монобластов — подтип M5a) или некоторой смесью из монобластов и более зрелых промоноцитов (<80 % монобластов — подтип M5b). Монобласты можно отличить от других клеток костного мозга по их характерному внешнему виду: они имеют почти правильной формы круглое ядро, нежный тонкий кружевообразный хроматин, и обильную, нередко базофильно окрашенную, цитоплазму. У этих клеток могут также присутствовать ложноножки. По контрасту с ними, промоноциты имеют менее выраженные ядра с менее правильными очертаниями, а их цитоплазма может содержать метахроматические гранулы. Монобласты, как правило, отрицательны на миелопероксидазу. Результаты теста промоноцитов на миелопероксидазу вариабельны — могут быть как положительными, так и отрицательными. Как монобласты, так и промоноциты обычно положительны на неспецифическую эстеразу, однако тест на неспецифическую эстеразу может быть и отрицательным.
Иммунофенотипически, клетки ОМЛ M5 в различной степени вариабельно экспрессируют миелоидные (CD13, CD33) и моноцитарные (CD11b, CD11c) поверхностные клеточные антигены. Клетки ОМЛ М5 могут также аберрантно экспрессировать B-клеточный маркер CD20 и/или NK маркер CD56. Монобласты могут быть положительны на маркер стволовых клеток CD34.

## Причины
ОМЛ типа M5 ассоциируется с характерными хромосомными аномалиями, часто вовлекающими 11-ю хромосому в локусе 11q23, или же наблюдается транслокация с 9-й хромосомы на 11-ю, вовлекающая ген MLL. Однако транслокация MLL встречается и при других подтипах ОМЛ, не только при ОМЛ М5. Считается, что транслокация MLL 11q23 при ОМЛ типа М5 прогностически неблагоприятна по сравнению с аналогичной транслокацией при других типах ОМЛ, а также по сравнению с другими транслокациями, вовлекающими MLL, такими, как t(9;11). Транслокация t(8;16), также часто наблюдаемая при ОМЛ М5, ассоциируется с гемофагоцитозом (пожиранием незрелыми опухолевыми «моноцитами» клеток крови).
Вторичный лейкоз, в том числе ОМЛ М5 с характерной транслокацией, ассоциируют с воздействием эпиподофиллотоксинов, таких, как этопозид.

## Лечение
ОМЛ типа М5, как и другие типы ОМЛ, лечится интенсивной комбинированной химиотерапией и, при необходимости, трансплантацией гемопоэтических стволовых клеток.